# Ballotine
La ballotine è un piatto che si prepara disossando una coscia o sovra coscia di pollo, anatra o altri tipi di pollame, infarcendola con ingredienti salati e cuocendola a fuoco lento. Tra gli ingredienti che compongono la farcia dell'alimento vi sono un tipo di carne diverso da quello usato come involucro e delle verdure. La ballotine ha molti elementi in comune con la galantina e, come essa, rientra tra gli alimenti tradizionali della charcuterie francese.

## Etimologia
La parola ballotine è di origine francese e si tratta del diminutivo di balle (lett. "pacchetto"); quest'ultima a sua volta deriva dal francese antico bale. Ballotine venne usata per la prima volta in forma scritta nel 1846 dal cuoco francese Alexis Soyer.